# Megaselia scalaris
Megaselia scalaris , även kallad Kistfluga, är en tvåvingeart som först beskrevs av Friedrich Hermann Loew 1866.  Megaselia scalaris ingår i släktet Megaselia och familjen puckelflugor. Arten har 2016 påträffats i Sverige. Inga underarter finns listade i Catalogue of Life.